# Jesé
Jesé (* 26. Februar 1993 in Las Palmas, Gran Canaria; voller Name Jesé Rodríguez Ruiz) ist ein spanischer Fußballspieler. Zumeist spielt er als Außenstürmer, gelegentlich aber auch im offensiven Mittelfeld.

## Karriere

### Anfänge
Die ersten Stationen von Jesé als Junior waren die Klubs aus seiner Heimatstadt CD Virgen del Pilar und AD Huracán. Im Sommer 2007 wechselte der damals 14-Jährige in den Nachwuchs von Real Madrid. Bei den Hauptstädtern durchlief er die Altersklassen Cadete B, Cadete A, Juvenil B sowie Juvenil A und feierte schließlich, aufgrund seiner starken Leistungen in der A-Jugend, am 16. Januar 2011 in einem Spiel gegen FC Universidad Las Palmas sein Debüt in der Zweitmannschaft des Klubs, Real Madrid Castilla. Insgesamt brachte er es 2010/11 auf drei Einsätze in der B-Mannschaft. Zur Saison 2011/12 wurde der 18-jährige Jesé endgültig in den Kader der Castilla übernommen und sicherte sich schnell einen Stammplatz als Außenstürmer.
Sein Debüt in der ersten Mannschaft feierte Jesé am 13. Dezember 2011 in einem Pokalspiel gegen SD Ponferradina. Auch in der Liga brachte er es auf einen Kurzeinsatz im Profikader. Mit Real Madrid Castilla erreichte Jesé in dieser Saison den Aufstieg in die Segunda División.
Die Spielzeit 2012/13 beendete Jesé mit seiner Mannschaft auf dem achten Platz, er selbst brachte es in 38 Spielen auf 22 Tore und übertraf damit Emilio Butragueños Torrekord von 21 Treffern für Real Madrids Zweitmannschaft in der Segunda División 1983/84.

### Profi bei Real Madrid
Zur Saison 2013/14 verlängerte Jesé seinen Vertrag bis zum 30. Juni 2017 und rückte in den Kader der ersten Mannschaft auf. Am 26. Oktober 2013 schoss er gegen den FC Barcelona sein erstes Tor. Nach starken Leistungen und einigen Toren für die erste Mannschaft von Real Madrid verletzte er sich im Achtelfinale der UEFA Champions League gegen den FC Schalke 04 bei einem Zweikampf mit Sead Kolašinac schwer.
Sein Comeback feierte Jesé am 2. Dezember 2014 beim 5:0-Sieg über UE Cornellà im Rückspiel der vierten Runde der Copa del Rey, als er in der 56. Spielminute für Sami Khedira eingewechselt wurde. In der 77. Spielminute erzielte er den 5:0-Endstand.

### Paris Saint-Germain und Leihen
Zur Saison 2016/17 wechselte Jesé zu Paris Saint-Germain und unterschrieb einen Vertrag bis zum 30. Juni 2021. Ende Januar 2017 kehrte Jesé nach Spanien zurück und schloss sich bis zum Ende der Saison 2016/17 auf Leihbasis der UD Las Palmas an. In der Saison 2017/18 spielt er auf Leihbasis für Stoke City.
Zur Saison 2018/19 kehrte Jesé nach Paris zurück. Unter Thomas Tuchel kam er nur zu einem Einsatz im Pokal. Am 29. Januar 2019 wechselte Jesé bis zum Saisonende auf Leihbasis zu Betis Sevilla. Dort kam er auf 14 Erstligaeinsätze (9-mal von Beginn), in denen er 2 Tore erzielte.
Erneut kehrte er zur Saison 2019/20 nach Paris zurück. Nach einem Ligaeinsatz wechselte er Anfang September bis zum Saisonende in die portugiesische Primeira Liga zu Sporting Lissabon. Dort kam er zu 12 Ligaeinsätzen (6-mal von Beginn), in denen er ein Tor erzielte.
Aber kehrte Jesé zur neuen Saison (2020/21) kehrte Jesé zu Saint-Germain zurück. Er wurde bei zwei Ligaspielen eingewechselt, kam aber sonst nicht zum Einsatz. Anfang Dezember 2020 einigte er sich mit dem Verein auf eine Vertragsauflösung. Insgesamt hat er 12 Ligaspiele für Paris Saint-Germain bestritten, in denen er ein Tor schoss, zwei Pokalspiele mit ebenfalls einem Tor und vier Spiele in der Champions League.

### Weitere Wechsel rund um die Welt
Nach rund zweimonatiger Vereinslosigkeit kehrte Jesé Anfang Februar 2021 zur UD Las Palmas zurück und unterschrieb einen Vertrag bis zum Ende der Saison 2020/21. Dort kam er zu 16 Einsätzen (13-mal von Beginn) in der Segunda División, in denen er 2 Tore erzielte. In der Saison 2021/22 waren es 39 von 42 möglichen Ligaspielen, in denen er 11 Tore schoss. Zudem stand er in den beiden verlorenen Halbfinal-Spielen um den Aufstieg für Las Palmas auf dem Platz.
Zur Saison 2022/23 wechselte er Ende Juni 2022 zum türkischen Verein MKE Ankaragücü und unterschrieb dort einen Vertrag mit einer Laufzeit von einem Jahr mit der Option der Verlängerung um ein weiteres Jahr. Bereits im Februar 2023 ging er nach Italien, wo Jesé sich Sampdoria Genua anschloss. Im September des Jahres wechselte er erneut. Jesé zog es nach Brasilien zum Coritiba FC. Er erhielt einen Vertrag bis zum Ende der Saison 2023 und absolvierte in dieser Zeit sechs Partien (1 Tor).
Dann war er bis zum 5. Oktober 2024 vereinslos, ehe er sich Johor Darul Ta’zim FC in der Malaysia Super League anschloss.

## Nationalmannschaft
Jesé nahm mit Spanien an der Endrunde der U-17-Europameisterschaft 2010 teil, bei der seine Mannschaft erst im Finale mit 1:2 gegen England unterlag. Jesé selbst bestritt alle fünf Turnierspiele und steuerte ein Tor bei. Im Oktober 2010 debütierte er im Zuge der Qualifikationsrunde für die EM 2011 in der spanischen U-19. Bei der U-19-EM 2012 stand er im Endrundenkader und gewann mit seiner Mannschaft den Titel. Mit fünf Treffern aus vier Spielen, darunter ein Hattrick im Gruppenspiel gegen Portugal sowie das 1:0-Siegtor im Endspiel gegen Griechenland, wurde er zudem Torschützenkönig des Turniers. Ein Jahr später nahm Jesé mit der spanischen Auswahl an der U-20-WM 2013 teil. Dabei bestritt er alle fünf Turnierspiele der Spanier und erzielte fünf Tore, ehe er mit seiner Mannschaft im Viertelfinale gegen Uruguay ausschied.

## Erfolge
Paris Saint Germain
- Französischer Meister 2019/20

Real Madrid
- UEFA Champions League: 2013/14, 2015/16
- UEFA Super Cup: 2014
- FIFA-Klub-Weltmeisterschaft: 2014
- Spanischer Meister: 2011/12
- Spanischer Pokalsieger: 2013/14

Nationalmannschaft
- U-19-Europameister: 2012

Ehrungen
- Torschützenkönig der U-19-EM 2012
- Bronzener Schuh der U-20-WM 2013
- Bester spanischer Torschütze der Segunda División 2012/13

## Karriere als Musiker
Neben seiner Karriere als Fußballer ist Jesé Rodriguez auch als Musiker in der Band „Big Flow“ tätig. Der Stil ist dem Reggaeton zuzuordnen. DJ Nuno übernimmt den musikalischen Part, während Jesé abwechselnd rappt und singt. Bisher bringt es das Duo auf 6 Songs (La Mano Arriba, La Ocasion, Baila Conmigo, Chao e Adeus, Entrégante Locamente, Yo sabía). Im Videoclip zu La Mano Arriba haben die Fußballer Omar Mascarell und Derik Osede einen Gastauftritt.